# Smiłowo
Smiłowo (ros. Смилово) – wieś (ros. деревня, trb. dieriewnia) w zachodniej Rosji, w osiedlu wiejskim Mierlinskoje rejonu krasninskiego w obwodzie smoleńskim.

## Geografia
Miejscowość położona jest nad rzekami Łoswinką i Babinką, 4 km od drogi federalnej R135 (Smoleńsk – Krasnyj – Gusino), 7,5 km od centrum administracyjnego osiedla wiejskiego (Mierlino), 8 km od centrum administracyjnego rejonu (Krasnyj), 40 km od Smoleńska, 13 km od najbliższej stacji kolejowej (Gusino).

## Demografia
W 2010 r. miejscowość nie posiadała mieszkańców.